# St. Leonhard (Frühstetten)

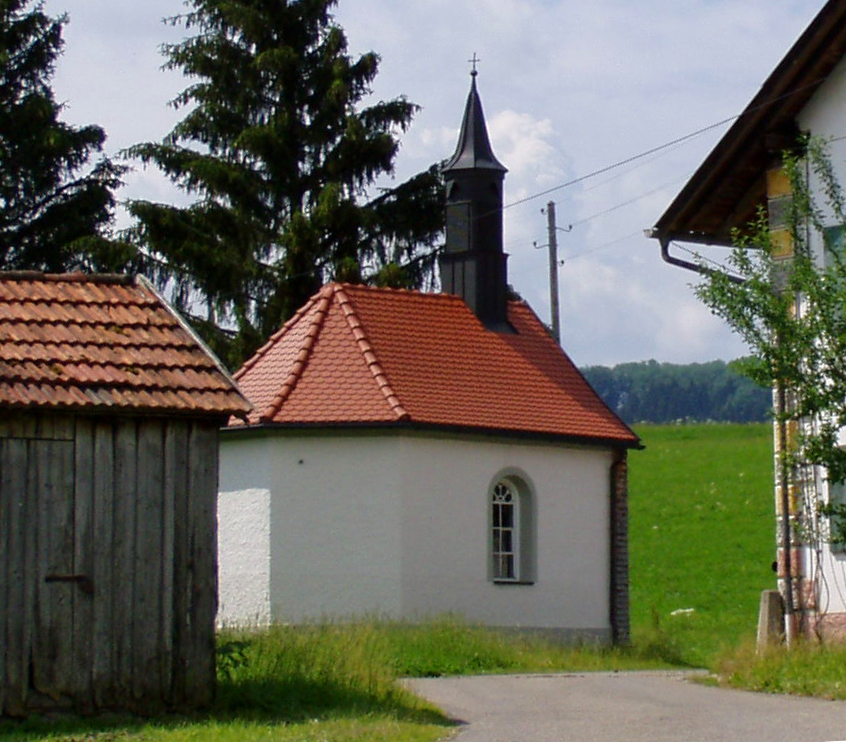
St. Leonhard in Frühstetten

Die römisch-katholische Kapelle St. Leonhard befindet sich in Frühstetten, einem Ortsteil von Altusried im Landkreis Oberallgäu (Bayern). Die Kapelle steht unter Denkmalschutz. Errichtet wurde sie im 18. Jahrhundert und besteht aus einem dreiseitig geschlossenen Rollsteinbau. Der Zugang befindet sich auf der Westseite und ist innen stich- und außen rundbogig mit Sandsteinfassung. In dieser befinden sich Kämpfer.
Der Altar in der Kapelle stammt aus dem 19. bzw. 20. Jahrhundert. Dieser wurde erneuert, wobei das Altarblatt mit der Szene der Rosenkranzverleihung beibehalten wurde. Die Holzfiguren des Altars stammen alle aus der Erbauungszeit und zeigen den heiligen Leonhard, sowie seitlich Johannes den Evangelisten und Johannes den Täufer. Die Darstellung des Gottvaters befindet sich im Auszug darüber. Aus der Zeit um 1460/1480 stammt das Kruzifix. Die Schmerzensmutter ist eine bäuerliche Arbeit aus dem späten 18. Jahrhundert.